# Jonas Devouassoux
Jonas Devouassoux (Chamonix-Mont-Blanc, 23 oktober 1989) is een Franse freestyleskiër, gespecialiseerd op de skicross. Hij vertegenwoordigde zijn vaderland op de Olympische Winterspelen 2014 in Sotsji.

## Carrière
Bij zijn wereldbekerdebuut, in december 2010 in Innichen, scoorde Devouassoux direct wereldbekerpunten. Een maand na zijn debuut eindigde de Fransman in Les Contamines-Montjoie voor de eerste keer in de toptien van een wereldbekerwedstrijd. Op de wereldkampioenschappen freestyleskiën 2011 in Deer Valley eindigde hij als dertiende op de skicross. In Voss nam Devouassoux deel aan de wereldkampioenschappen freestyleskiën 2013. Op dit toernooi eindigde hij als 25e op de skicross. Op 7 december 2013 boekte de Fransman in Nakiska zijn eerste wereldbekerzege. Tijdens de Olympische Winterspelen van 2014 in Sotsji eindigde hij als tiende op het onderdeel skicross.
Op de wereldkampioenschappen freestyleskiën 2015 in Kreischberg eindigde Devouassoux als zesde op de skicross. In de Spaanse Sierra Nevada nam de Fransman deel aan de wereldkampioenschappen freestyleskiën 2017. Op dit toernooi eindigde hij als dertiende op het onderdeel skicross.

## Resultaten

### Olympische Spelen
| Jaar | Plaats | Resultaten   |
| ---- | ------ | ------------ |
| 2014 | Sotsji | 10e Skicross |

### Wereldkampioenschappen
| Jaar | Plaats        | Resultaten   |
| ---- | ------------- | ------------ |
| 2011 | Deer Valley   | 13e Skicross |
| 2013 | Voss          | 25e Skicross |
| 2015 | Kreischberg   | 6e Skicross  |
| 2017 | Sierra Nevada | 13e Skicross |

### Wereldbeker
Eindklasseringen
| Seizoen   | Algm | SX  |
| --------- | ---- | --- |
| 2010/2011 | 80e  | 25e |
| 2011/2012 | 66e  | 19e |
| 2012/2013 | 91e  | 21e |
| 2013/2014 | 48e  | 11e |
| 2014/2015 | 54e  | 17e |
| 2015/2016 | 66e  | 14e |
| 2016/2017 | 45e  | 9e  |
| 2017/2018 | 104e | 22e |

Wereldbekerzeges
| Datum           | Plaats  | Onderdeel |
| --------------- | ------- | --------- |
| 7 december 2013 | Nakiska | Skicross  |